# きよみ玲
きよみ 玲（きよみ れい、1988年6月16日 - ）は、日本のAV女優。身長:165cm。スリーサイズ:B85(D)・W58・H85。趣味は読書、海外旅行、DIY、特技は料理。

## 略歴・人物
北海道出身。中央大学法学部卒業。
2009年12月にAVデビュー。現在活動は停止している。

## 出演作品
- インテリでゆるカワな美少女（2009年12月13日、MOODYZ）[1] ※デビュー作
- インテリ娘の口内受精（2010年1月13日、MOODYZ）[1]
- いいなりで断れないインテリ娘（2010年2月13日、MOODYZ）[1]
- 学校コスプレ（2010年4月1日、MOODYZ）[1]
- エロカシコイ家庭教師（2010年5月1日、MOODYZ）[1]
- きよみ玲の妄想されナース（2010年6月1日、MOODYZ）[1]
- アヒル口で才色兼備の新妻とめくるめく新婚性活（2010年7月1日、MOODYZ）[1]
- きよみ玲の美尻を制服します。（2010年8月1日、MOODYZ）[1]
- 初めての、ショートカット♥（2010年9月25日、kawaii*）[2]
- 焦らしつづけると女はどーなるのか?（2010年11月1日、MOODYZ）[1]
- ドリームウーマンVol.79 10周年記念 解禁ぶっかけSpecial（2010年12月1日、MOODYZ）[1]
- きよみ玲BEST8時間だよっ!（2011年1月1日、MOODYZ）[1]
- 学校でセックchu（2011年3月25日、kawaii*）[2]